# جيمس وودرو
جيمس وودرو (بالإنجليزية: James Woodrow)‏ هو عازف قيثارة بريطاني، ولد في 1961.

## وصلات خارجية
- جيمس وودرو على موقع ميوزك برينز (الإنجليزية)
- جيمس وودرو على موقع ديسكوغز (الإنجليزية)